# Tractat de Màrgum
El Tractat de Màrgum fou un tractat entre els huns i l'Imperi Romà, que es va signar a Màrgum, Mèsia Superior (avui en dia Požarevac, Sèrbia). Fou signat pel cònsol romà Flavi Plinta el 435. Entre altres condicions, el tractat doblava els tributs anuals que els romans havien acordat de pagar en un tractat anterior de 350 lliures d'or a 700 lliures d'or per any. També estipulava que els romans no entrarien en cap aliança amb enemics dels huns, i que retornarien tots els refugiats húnnics que fossin dins les seves fronteres.
Quan els romans van violar el tractat el 440, Bleda i Àtila van atacar Castra Constantia (Szentendre, Hongria), una fortalesa i mercat romans a la riba del Danubi.